# Слядкув-Гурни
Слядкув-Гурни (пол. Śladków Górny) — село в Польщі, у гміні Згеж Згерського повіту Лодзинського воєводства.
Населення — 255 осіб (2011).

## Демографія
Демографічна структура станом на 31 березня 2011 року:
|          | Загалом | Допрацездатний вік | Працездатний вік | Постпрацездатний вік |
| -------- | ------- | ------------------ | ---------------- | -------------------- |
| Чоловіки | 123     | 17                 | 88               | 18                   |
| Жінки    | 132     | 31                 | 69               | 32                   |
| Разом    | 255     | 48                 | 157              | 50                   |